# Jozef Pisár
Jozef Pisár (20 luglio 1971) è un ex calciatore slovacco, di ruolo attaccante.

## Carriera

### Nazionale
Ha collezionato quattro presenze con la propria Nazionale.